# 手稲駅西通

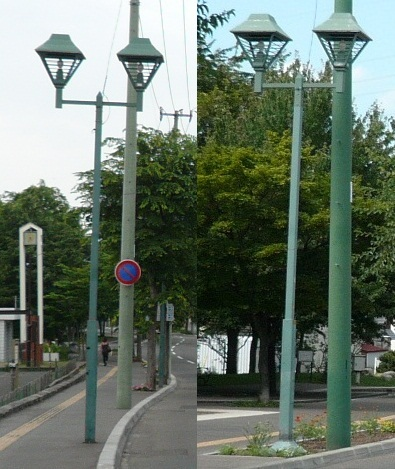
街灯 2011年度の街灯更新により撤去された（左:2009年6月、右:2011年8月）

手稲駅西通（ていねえきにしどおり/Teine-eki-nishi-dori）は、北海道札幌市手稲区にある市道である。 

## 概要
- 起点：札幌市手稲区手稲本町2条5丁目1
- 終点：札幌市手稲区前田1条12丁目5
- 車線数：全線2車線（片側1車線）
- 制限速度：全線時速50km

## 歴史
かつては二十四軒手稲通との交点付近に踏切が設置されていて、JR北海道函館本線を渡って手稲駅西通は貫通していたが、現在は踏切が撤去され、通りは分断されている（樽川人道橋が函館本線に架かっているため、歩行者・自転車利用者の行き来は可能）。

## 主な交差道路
- 国道5号 - 起点
- 二十四軒手稲通（旧国道5号）
- 樽川通 - 終点

## 沿道の施設

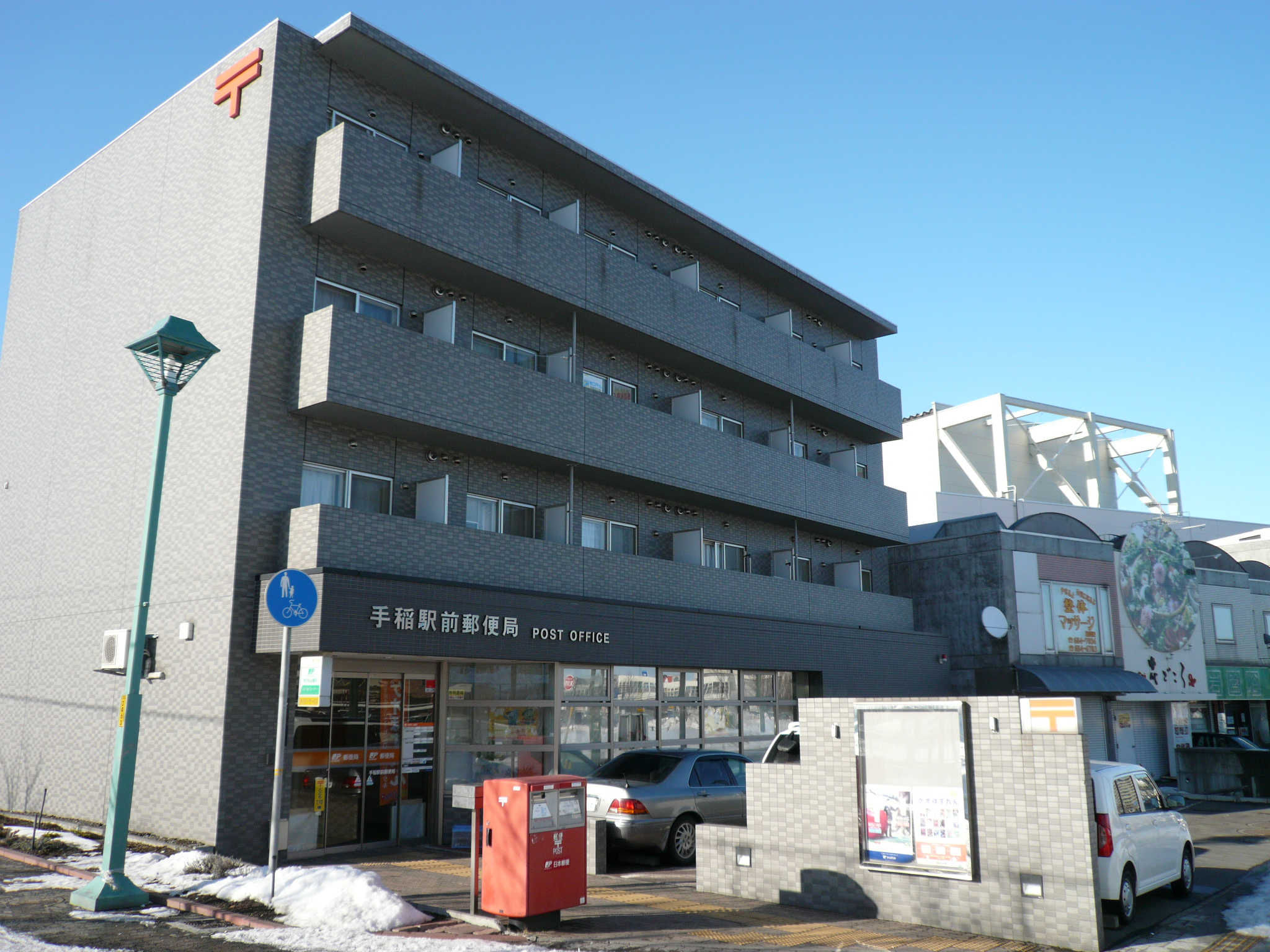
手稲駅前郵便局（2009年3月）

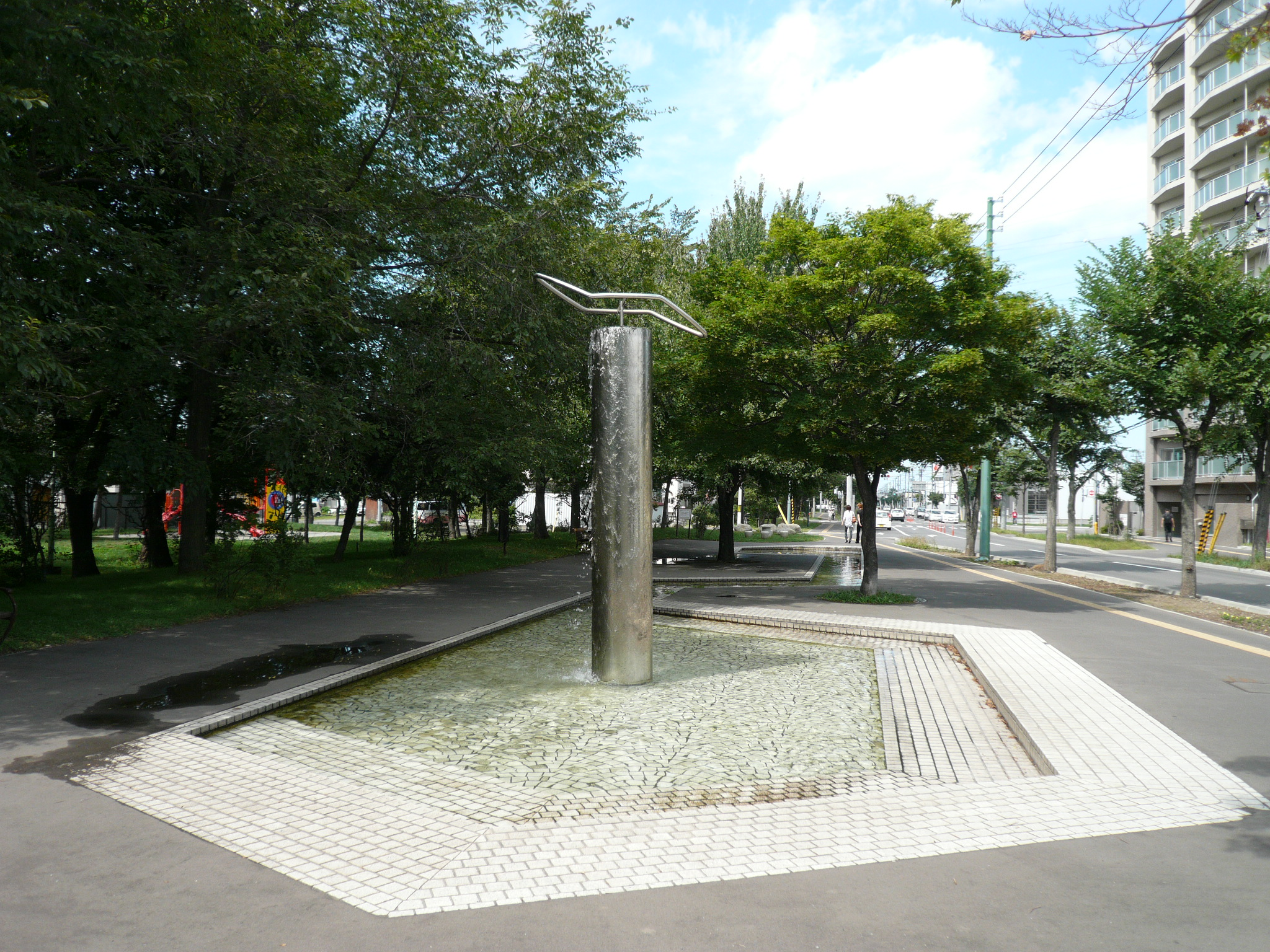
並走する手稲緑道（2011年8月）

### 上り
- 手稲渓仁会病院
- 手稲駅前郵便局
- サッポロスターライトドーム

### 下り
- 札幌市手稲消防署 - 起点に接する。
- 札幌市立手稲中央幼稚園
- 手稲緑道（ぷろむなーど・ていね）